# Félix Guisard Filho
Félix Guisard Filho (Raiz da Serra, 31 de março de 1890 — Taubaté, 6 de outubro de 1964) foi um médico, historiador, empresário e político brasileiro.

## Biografia
Félix Guisard Filho era filho do industrial Félix Guisard e Jeanne Rozand (ou Rosand) Guisard. Formou-se em ciências e letras no Colégio São Luís em Itú e  em 1914 em Medicina na Faculdade de Medicina do Rio de Janeiro
Com seus irmãos Alberto Guisard e Raul Guisard (1896-1985), Félix Guisard Filho participou ativamente no desenvolvimento do Vale do Paraíba tanto na direção da Companhia Taubaté Industrial (fundada por seu pai) como acionista e diretor da loja de departamentos Casa de Taubaté.
De 1938 a 1945, Félix Guisard Filho desenvolveu uma intensa atividade de documentação sobre a história do Vale do Paraíba, em particular sobre a história de Taubaté. Editou quatro séries de livros:
- Biblioteca Taubateana de Cultura (5 volumes),
- Achegas à historia do litoral paulista (1 volume),
- Documentos para a historia do Vale do Paraiba (10 volumes),
- Publicação comemorativa do III centenário de Taubaté 1645-1945 (1 volume).

Foi também  Prefeito da cidade de Taubaté de 1 de janeiro  de 1952 à 31 de dezembro de 1955.
Participou na direção do Hospital Santa Isabel (Taubaté) onde foi diretor clínico até 1956.
Félix Guisard Filho foi casado com Maria Eulália Monteiro Guisard.

## Obras publicadas

### Biblioteca Taubateana de Cultura: Historia
- Volume I: Jacques Félix: Achegas à historia de Taubaté, São Paulo, Athena Editora, 1938, 176 páginas

- Volume II: Convento de Santa Clara : Achegas à historia de Taubaté, São Paulo, Athena Editora, 1938, 184 páginas

- Volume III:Nomes, limites e brasões. Itacurussá : Achegas à historia de Taubaté, São Paulo, Athena Editora, 1939, 12 páginas

- Volume IV: Indice de inventários e testamentos : Achegas à historia de Taubaté, São Paulo, Athena Editora, 1939, 196 páginas

- Volume V: D. Rodovalho e D. José : Achegas à historia de Taubaté, São Paulo, Athena Editora, 1939, 196 páginas

- Ubatuba, ilustrações de Paulo Camilher Florençano, São Paulo, Grafica Paulista, 1940, 336 páginas

### Documentos para a historia do Vale do Paraiba
- Taubaté : Atas da Câmara I (1780-1798), São Paulo, Empresa Editora Universal, 1943, 444 páginas

- Taubaté : Atas da Câmara II (1842-1856), São Paulo, Empresa Editora Universal, 1943, 408 páginas

- Taubaté : Atas da Câmara III (1857-1868), São Paulo, Empresa Editora Universal, 1943, 434 páginas

- Taubaté : Atas da Câmara IV (1869-1879), São Paulo, Empresa Editora Universal, 1944, 410 páginas

- Taubaté : Atas da Câmara V (1823-1837 e 1880-1883), São Paulo, Empresa Editora Universal, 1944, 420 páginas

- Taubaté : Atas da Câmara VI (1884-1886), São Paulo, Empresa Editora Universal, 1944, 336 páginas

- Taubaté : Atas da Câmara VII (1887-1890), São Paulo, Empresa Editora Universal, 1944, 374 páginas

- Taubaté : Papéis avulsos I (1822-1854) - São Paulo, Empresa Editora Universal, 1944, 420 páginas

- Taubaté : Papéis expedidos pela Câmara I (1853-1869), São Paulo, Empresa Editora Universal, 1944, 190 páginas

- Taubaté : Papéis recebidos pela Câmara I (1854-1872), São Paulo : Empresa Editora Universal, 1944, 318 páginas

### Publicação comemorativa do III centenário de Taubaté 1645-1945
- D. José Pereira da Silva Barros: sua vida e sua obra, São Paulo, Empresa Editora Universal, 1945, 440 páginas

## Referencias
1. ↑  Guisard Audra, Maria Cecilia, "Felix Guisard: Olhando o passado", 2012, Taubaté, ACIT., página 74